# 圣保
圣保，是西班牙加泰罗尼亚赫罗纳省的一个市镇。总面积49平方公里，总人口1496人（2001年），人口密度31人/平方公里。